# Adidas Beau Jeu
Adidas Beau Jeu là một trong những quả bóng thi đấu chính thức của giải đấu giải vô địch bóng đá châu Âu năm 2016. Nó được sử dụng cho vòng bảng của giải đấu, sau đó nó được thay thế bằng "Adidas Fracas" (một biến thể thiết kế của Beau Jeu) cho vòng đấu loại trực tiếp. Cụm từ tiếng Pháp "Beau Jeu" có nghĩa là "Trò chơi đẹp" hoặc "Chơi đẹp".

## Tổng quan
Được Adidas công bố và được trình bày bởi cựu tuyển thủ quốc gia Pháp Zinedine Zidane vào ngày 12 tháng 11 năm 2015, quả bóng có các yếu tố của Adidas Brazuca, nhưng trong một thiết kế mới. Thiết kế bao gồm các đường màu xanh lam với chi tiết màu cam với các chữ cái và số trên mỗi dòng tạo ra "EURO" và "2016".
Trong trận đấu vòng bảng giữa Thụy Sĩ và Pháp vào ngày 19 tháng 6, quả bóng đã nổ trong một thử thách giữa Antoine Griezmann và Valon Behrami.
"Errejota" –quả bóng chính thức của Thế vận hội Mùa hè 2016– được dựa trên Beau Jeu nhưng có sự thay đổi thiết kế bề mặt.